# (14129) Dibucci
(14129) Dibucci (1998 QO95) – planetoida z grupy pasa głównego asteroid okrążająca Słońce w ciągu 3,64 lat w średniej odległości 2,36 j.a. Odkryta 19 sierpnia 1998 roku.